# Blažina
Blažina je priimek več znanih ljudi:
- Aleksander (Sandi) Blažina (1926—2020), slovenski alpinist, športnik, veslač itd.
- Danica Blažina (r. Pajer) (*1928), slovenska alpinistka
- Igor Blažina (*1961), slovenski poslovnež in politik
- Just Blažina (1901—1944), narodni delavec, žrtev fašističnega preganjanja
- Marcel Blažina, ladijski modelar (Muzej Piran)
- Marija Blažina (1899—1971), slovenska prosvetna delavka
- Mate Blažina (1925—1945), hrvaški narodni heroj
- Miran Blažina, veslač, trener
- Tamara Blažina (*1952), italijanska političarka slovenskega rodu
- Zvone Blažina, alpinist?